# Micaela Johnson
Micaela Johnson est une actrice américaine.

## Biographie
Elle est native de Omaha (Nebraska). Elle devient Miss Nebraska en 2008. Elle a étudié au département de théâtre du collège Collin à Plano (Texas) au Texas. A 18 ans elle est Cheerleaders chez les Dallas Cowboys. Elle a écrit un livre pour enfants, Dazzling Darla.

## Filmographie
- 2012 : Magic Mike

### Télévision
- 2005 : Walker, Texas Ranger
- 2008 : New York, section criminelle
- 2011 : Accidentally in Love
- 2012 : Modern Family
- 2012 : The Ropes
- 2013 : Harbor Shores
- 2013 : The Young and the Restless